# Parnassia
Genre
Les parnassies (Parnassia) forment un genre de plantes dans la sous-famille des Parnassiaceae au sein de la famille des Célastracées (Celastraceae). Le genre Parnassia comprend 70 espèces de l'hémisphère nord.

## Description
Les caractéristiques morphologiques du genre sont très uniformes.

### Caractéristiques végétatives
Les parnassies sont des plantes herbacées vivaces. Toutes les parties de la plante sont lisses. Elles grandissent à partir d'un rhizome robuste et sympodial. Les rosettes et les feuilles le long de la tige sont généralement constituées d'un pétiole et d'un limbe foliaire. Le pétiole est long, seuls les feuilles à la base sont sessiles. Le limbe de la feuille est simple. Les stipules sont velues. Les cinq sépales libres

### Caractéristiques  génératives
Chaque tige fleurie possède une fleur unique. Les fleurs hermaphrodites ont une symétrie radiale pentamère. Le périanthe est hétérochlamydes. Les cinq sépales, libres, sont imbriqués. Les cinq pétales, libres également, sont de couleur blanche à jaunâtre ou rarement verdâtre avec des bords lisses, à franges ou rognées. Il y a deux cercles d'étamines. Le cercle extérieur est constitué d'étamines fertiles, tandis que le cercle intérieur est composé de staminodes divisés en lobes filamenteux à pointe glandulaire. L'ovaire uniloculaire, supère à semi-infère, adhérant ou non à l'hypanthe, contient de nombreux ovules à placentation pariétale.
Les capsules s'ouvrent par trois ou quatre fentes et libèrent de nombreuses graines. Les graines brunes, ovoïdes ou oblongues ont un testa de 1 ou 2 mm mince, membraneuse, réticulé ou lisse. Il y a peu d'albumen.

## Présence
Les parnassies se trouvent dans tout le Holarctique. Le centre d'origine est situé à l'est de l'Himalaya et les montagnes de l'ouest et le sud-ouest de la Chine avec 63, voire 70, espèces, dont 49 rien qu'en Chine. Environ 60 espèces sont présentes dans les chaînes de montagnes du sud-ouest de la Chine. Environ dix espèces sont indigènes en Amérique du Nord. La parnassie des marais est le plus répandue en Eurasie et en Amérique du Nord.

## Classement
Le nom du genre Parnassia apparaît pour la première fois dans Species plantarum de Carl von Linné. L'espèce type est la parnassie des marais. Un nom scientifique avant Linné n'existe pas parce que cette plante devait être inconnue des auteurs anciens ç cause de sa répartition circumpolaire. L'histoire de désignation n'a pas été élucidé par Linné. Le nom de parnassie s'inspire du mont Parnasse. Ainsi Parnassia se réfère aux prairies marécageuses et aux marécages qui apparaissent au printemps.
Le classement systématique du genre Parnassia a été souvent discuté. On l'a souvent confondu avec la famille même Parnassiaceae (Gray 1821, Hutchinson 1969, Dahlgren 1980, Takhtajan 1969, 1997). Il a formé longtemps une sous-famille Parnassioideae dans la famille des Saxifragaceae (Engler 1930, Thorne 1976, Dahlgren 1980, Cronquist 1981, Ku 1987, 1995, Gu & Hultgård 2001). On a aussi classé le genre Parnassia dans la sous-famille Parnassioideae dans la famille Droseraceae (Pace 1912, Schoennagel 1931) ou proche des Hypericaceae (Arber 1913, Jay 1971). On l'a même assigné à la famille des Crassulaceae (Bensel and Palser 1975). Les études de génétique moléculaire montrent seulement qu'ils se distinguent des Parnassiaceae avec un taxon monotypique Lepuropetalon. (Chase et al. 1993, Angiosperm Phylogeny Group (APG) 1998, Soltis et al. 2000, APG II 2003, Wu et al. 2003). Récemment, les deux genres ont été incorporés comme une sous-famille Parnassioideae dans la famille des Celastraceae.
Le genre Parnassia est divisé en deux par Franchet en 1897 puis en quatre par Drude en 1875 et par Engler en 1930, et même en cinq par Handel-Mazzett en 1941. Philips introduit en 1982 la nouvelle section Longiloba. Ku divise le genre en neuf sections, il est repris par Gu & Hultgård en 2001.
Le genre Parnassia est, d'après après Ding Wu, Hong Wang, De-Zhu Li & Stephen Blackmore en 2005, divisé en dix sections (chacune avec une variété d'espèces).

## Espèces
- Section Allolobos:
  - Parnassia monochorifolia Franch.
  - Parnassia wightiana Wall. ex Wight & Arn.
- Section Cladoparnassia
  - Parnassia faberi Oliv.
- Section Fimbripetalum:
  - Parnassia amoena Diels
  - Parnassia fimbriata (en) K.D.Koenig
  - Parnassia foliosa Hook. f. et Thoms.
  - Parnassia noemiae Franch.
- Section Nectarobilobos:
  - Parnassia bifolia Nekrass.
- Section Nectaroquinquelobos:
  - Parnassia perciliata Diels
- Section Nectarotrilobos:
  - Parnassia brevistyla (Brieg.) Hand.-Mazz.
  - Parnassia cacuminum Hand.-Mazz.
  - Parnassia chinensis Franch.
  - Parnassia crassifolia Franch.
  - Parnassia delavayi Franch.
  - Parnassia epunctulata J T.Pan
  - Parnassia laxmanni Pall.
  - Parnassia leptophylla Hand.-Mazz.
  - Parnassia lutea Batal.
  - Parnassia mysorensis Heyne ex Wight et Arn.
  - Parnassia nubicola Wall. ex Royle
  - Parnassia oreophila Hance
  - Parnassia pusilla Wall. ex Arn.
  - Parnassia submysorensis J.T.Pan
- Section Odontohymen:
  - Parnassia farreri W.E.Evans
- Section Parnassia:
  - Parnassia glauca Raf.
  - Parnassia palustris L. (Syn.: Parnassia parviflora DC.)
- Section Saxifragastrum:
  - Parnassia longipetala Hand.-Mazz.
  - Parnassia tenella Hook. f. et Thoms.
  - Parnassia yunnanensis Franch.
- Section Xiphosandra

- Espèces non encore classées dans des sections :
  - Parnassia alpicola Makino
  - Parnassia angustipetala T.C.Ku
  - Parnassia asarifolia
  - Parnassia cabulica Planch. ex Clarke
  - Parnassia caroliniana (en)
  - Parnassia californica (en)
  - Parnassia chengkouensis
  - Parnassia cirrata
  - Parnassia cooperi
  - Parnassia cordata
  - Parnassia davidii
  - Parnassia degeensis
  - Parnassia deqenensis
  - Parnassia dilatata
  - Parnassia esquirolii
  - Parnassia filchneri
  - Parnassia gansuensis
  - Parnassia grandifolia
  - Parnassia guilinensis
  - Parnassia humilis
  - Parnassia kangdingensis
  - Parnassia kotzebuei
  - Parnassia labiata
  - Parnassia lanceolata
  - Parnassia lijiangensis
  - Parnassia longipetaloides
  - Parnassia longshengensis
  - Parnassia obovata
  - Parnassia omeiensis
  - Parnassia petitmenginii
  - Parnassia qinghaiensis
  - Parnassia rhombipetala
  - Parnassia scaposa
  - Parnassia simaoensis
  - Parnassia subscaposa
  - Parnassia tibetana
  - Parnassia trinervis
  - Parnassia venusta
  - Parnassia viridiflora
  - Parnassia wightiana
  - Parnassia xinganensis
  - Parnassia yanyuanensis
  - Parnassia yiliangensis
  - Parnassia yui
  - Parnassia yulongshanensis T.C.Ku

## Usage
Certaines espèces, comme Parnassia wightiana, Parnassia delavayi et Parnassia foliosa, sont utilisées en médecine.